# Sanctuary State
Sanctuary State (englisch „Zufluchtsstaat“) ist ein in der politischen Diskussion in den Vereinigten Staaten verwendeter Begriff für einen Bundesstaat, der Gesetze und Anordnungen eingeführt hat, mit denen er die Zusammenarbeit mit den Regierungsbehörden bei Fällen illegaler Einwanderung reduziert hat. Diese Regelungen verbieten oder erschweren es der Polizei des Bundesstaates in vielen Fällen in weit gehendem Ausmaß, Deportationsbestrebungen der zentralen Einwanderungs- und Grenzschutzbehörde umzusetzen. Im Gegensatz zu Sanctuary Cities gilt dies nicht nur für einzelne Kommunen, sondern für das gesamte Gebiet des Bundesstaates.
Insbesondere zielen die Regelungen darauf ab, dass es Polizei- und Ordnungsbeamten untersagt ist, z. B. bei Verkehrskontrollen den Einwanderungsstatus einer Person festzustellen oder bei Kenntnis einer illegalen Einwanderung die Einwanderungsbehörde zu informieren. Bei Vorliegen einer von einem illegalen Einwanderer begangenen schweren Straftat ist dies jedoch weiterhin möglich. Außerdem werden Anweisungen der Einwanderungsbehörde zur Verhaftung von Personen ohne gültigen Aufenthaltsstatus nicht umgesetzt, sofern diese keine sonstigen Straftaten begangen haben. Die Einwanderungsbehörde hat aber auch weiterhin in vielen Fällen die Möglichkeit, Festnahmen und Abschiebungen mit eigenem Personal vorzunehmen. Zudem wird es den Staatsgefängnissen verboten, Personen, die keine sonstigen Straftaten begangen haben, in Abschiebehaft zu nehmen, wobei bereits existierende Verträge diesbezüglich vorerst weitergeführt werden dürfen.
Derzeit haben die US-Bundesstaaten Kalifornien, New York, Illinois, New Jersey, Washington, Colorado, Oregon, Connecticut, Rhode Island und Vermont sowie der District of Columbia entsprechende Gesetze erlassen.